# Reg Halton
Reginald Lloyd Halton (11 tháng 7 năm 1916 – 17 tháng 3 năm 1988) là một cầu thủ bóng đá người Anh. Ông thường thi đấu ở vị trí left-half. Ông sinh ra ở Leek, Staffordshire, thi đấu cho Stafford Rangers, Buxton, Chaddington Mental Hospital, Notts County, và Manchester United. Ông cũng từng thi đấu cho Bury, Chesterfield và Leicester City. Trong Thế chiến thứ II, ông thi đấu với tư cách khách mời cho Aldershot và cũng từng thi đấu cho Arsenal trước Moscow Dynamo. Sau đó ông là huấn luyện viên của Scarborough và Leek Town.
Ông cũng thi đấu cricket cho Staffordshire ở Minor Counties Championship từ năm 1938 đến năm 1956, có 34 lần thi đấu. Ông là một batsman thuận tay trái.